# La Pécera
La Pécera (auch La Pecera geschrieben, span. für „Das Goldfischglas“, internationaler englischsprachiger Titel The Fishbowl) ist ein Filmdrama von Glorimar Marrero Sánchez, das im Januar 2023 beim Sundance Film Festival seine Premiere feierte. In den Film kehrt eine Frau, die nach einer erneuten Krebsdiagnose weitere Behandlungen ablehnt, in ihre Heimat Vieques zurück, eine zu Puerto Rico gehörende Insel in der Karibik, auf die sich gerade der Hurrikan Irma zubewegt.

## Handlung
Nach Jahren der Remission ist Noelias Krebs zurückgekehrt und breitet sich schnell aus. Erschöpft von unerbittlichen Behandlungsplänen und Pillen, die mehr schaden als nützen, beschließt sie, die Behandlung abzubrechen und sucht sie nach einem anderen Ausweg. Sie kehrt in ihre Heimat nach Vieques zurück, eine zu Puerto Rico gehörende Insel in der Karibik, auf der sie aufgewachsen ist. Diese ist nach jahrzehntelangen Operationen der US-Armee kontaminiert, von Tonnen von Kriegsschutt, die sie dort zurückgelassen hat.
Während Noelia versucht, ihre Familie dazu zu bringen, ihre Entscheidung zu respektieren, und sich der Hurrikan Irma der Insel nähert, macht sie die Bekanntschaft einer Gruppe von Umweltaktivisten.

## Produktion

### Filmstab, Besetzung und Dreharbeiten

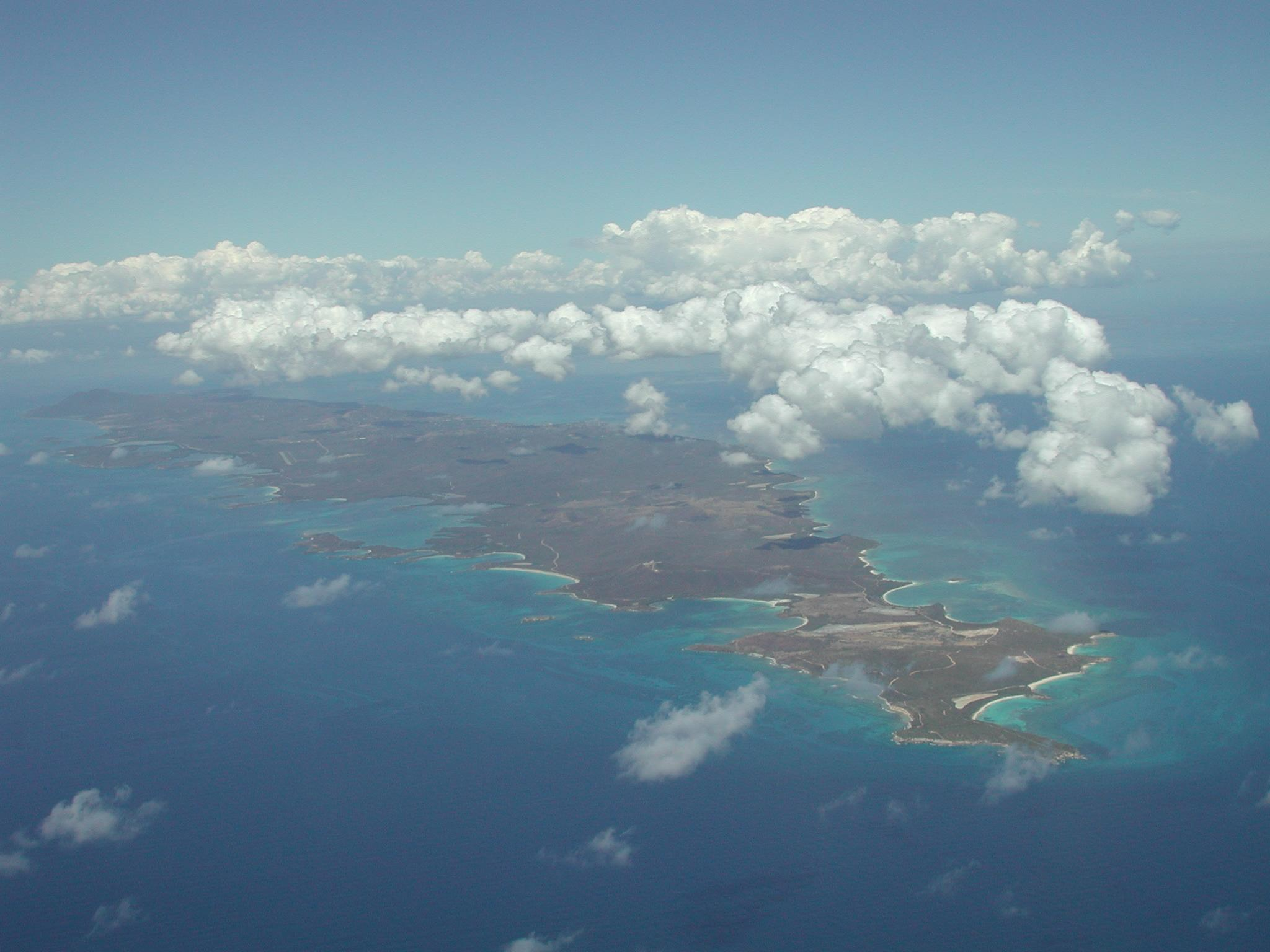
Die Insel Vieques aus der Luft gesehen

Bei La Pécera handelt es sich um das Spielfilmdebüt der puerto-ricanischen Filmemacherin Glorimar Marrero Sánchez, die Regie führte und auch das Drehbuch schrieb. Sie arbeitet interdisziplinär, und ihre Werke wurden in Lateinamerika, den USA und Europa gezeigt. Der Film ist von der eigenen Lebensgeschichte des Regisseurs inspiriert und entstand nach dem Tod ihrer Mutter im Jahr 2013. Fünf Monate später begann sie, die erste Version des Drehbuchs zu schreiben. „In diesem Moment wollte ich eine Geschichte erzählen, die mit der Krankheit und dem Prozess des Lebensendes verbunden ist, aber ich wollte nicht aus einer biografischen Perspektive daran arbeiten. Die Geschichte der Insel Vieques hat mich inspiriert und sie wurde zum idealen natürlichen Raum für diese Geschichte“, so die Regisseurin. Aus diesem Grund hatte sie sich entschieden, den Film in Vieques anzusiedeln, wo die US-Marine mehr als sechs Jahrzehnte lang militärische Tests durchführte, was dazu führte, dass heute Tonnen von Müll auf der Insel zu finden sind und ein Drittel des Inselgebiets für Puerto Ricaner gesperrt ist. Darüber hinaus haben Viequenses eine um 30 Prozent höhere Krebsinzidenz als der Rest ihrer Landsleute.
Die Puertoricanerin Isel Rodríguez spielt in der Hauptrolle Noelia. In weiteren männlichen Hauptrollen sind der Puerto Ricaner Magalí Carrasquillo und der Spanier Maximiliano Rivas zu sehen.
Die Dreharbeiten zu La Pécera haben  in Puerto Rico begonnen und fanden in ihrem weiteren Verlauf in San Juan und auf der Insel Vieques statt.

### Filmmusik und Veröffentlichung
Die Filmmusik komponierte Sergio de la Puente, der in der Vergangenheit mit Regisseuren wie Antonella Sudasassi oder Miguel Ferrari zusammenarbeitete. Das Soundtrack-Album wurde im Mai 2023 von Ebony and Ivory als Download veröffentlicht.
Der Film feierte am 24. Januar 2023 beim Sundance Film Festival seine Premiere. Ende Januar, Anfang Februar 2023 wurde der Film beim Göteborg International Film Festival gezeigt. Im Juni 2023 wurde er beim Mediterranean Film Festival Split gezeigt. Ebenfalls im Juni 2023 kam er in die Kinos in Puerto Rico und im Juli desselben Jahres im Verleih von Elamedia Estudios in die Kinos in Spanien. Im Januar 2024 wurde er beim Palm Springs International Film Festival gezeigt. Im März 2025 soll der Film in die US-Kinos kommen, in zeitlicher Nähe zum puerto-ricanischen Unabhängigkeitstag am 21. März. Eine Streaming-Veröffentlichung ist am 21. Mai 2025 geplant.

## Rezeption

### Kritiken
Von den bei Rotten Tomatoes aufgeführten Kritiken sind 92 Prozent positiv.

### Auszeichnungen
Cyprus Film Days International Festival 2023
- Auszeichnung als Bester Film (Glorimar Marrero Sánchez)[11]

Festival international du film de La Roche-sur-Yon 2023
- Nominierung im Internationalen Wettbewerb[12]

Göteborg International Film Festival 2023
- Nominierung im Ingmar Bergman Competition[6]

Goya 2024
- Nominierung als Bester iberoamerikanischer Film

La Habana 2017
- Auszeichnung für das Beste unveröffentlichte Drehbuch[4][13]

Mediterranean Film Festival Split 2023
- Nominierung im South American Feature Films Competition[7]

São Paulo International Film Festival 2023
- Nominierung im New Directors Competition (Glorimar Marrero Sánchez)[14]

Palm Springs International Film Festival 2024
- Nominierung für den Ibero-American Award[15]

Seattle International Film Festival 2023
- Auszeichnung mit dem Grand Jury Prize im Ibero American Competition[16]

Sundance Film Festival 2023
- Nominierung im World Cinema Dramatic Competition